# Проспект Науки, 25
Проспект Науки, 25 — общественное здание на северной окраине Санкт-Петербурга, проспекте Науки, построенное по Ленинградскому типовому проекту кинотеатров.

## История

### Кинотеатр

Фойе кинотеатра в 1980-х годах

Кинотеатр «Современник» был заложен в 1966 и построен в 1968 годах, в 1975 году перед ним был открыт памятник.
В кинотеатре после окончания техникума киномехаником работал Олег Гаркуша. Именно здесь он впервые занимался музыкой:

Ещё в «Современнике» мне сколотили стойки под тарелки и барабан. И у меня получилась ударная установка. Очень смешная. Где-то раздобыл барабан, всё присоединил и стал играть.— «Мальчик как мальчик»

### Казино
В конце 1994 года кинотеатр приватизирован и перепрофилирован под казино «Гудвин», которое стало первым казино компании «СЭТ». В 1999 году был реконструирован под казино с сохранением объёмов, при этом в кинотеатре проводились общественные мероприятия.
В 2006 году здание было перестроено; работы проводил строительный трест 35 «Ижорстрой». После 1 июля 2009 года вступил в силу Федеральный закон № 244, и казино было закрыто. 25 сентября в помещении казино открылся ретро-клуб «Платина», но в октябре 2009 года в прессе появилось сообщение о том, что здание было решено продать.

### Наши дни

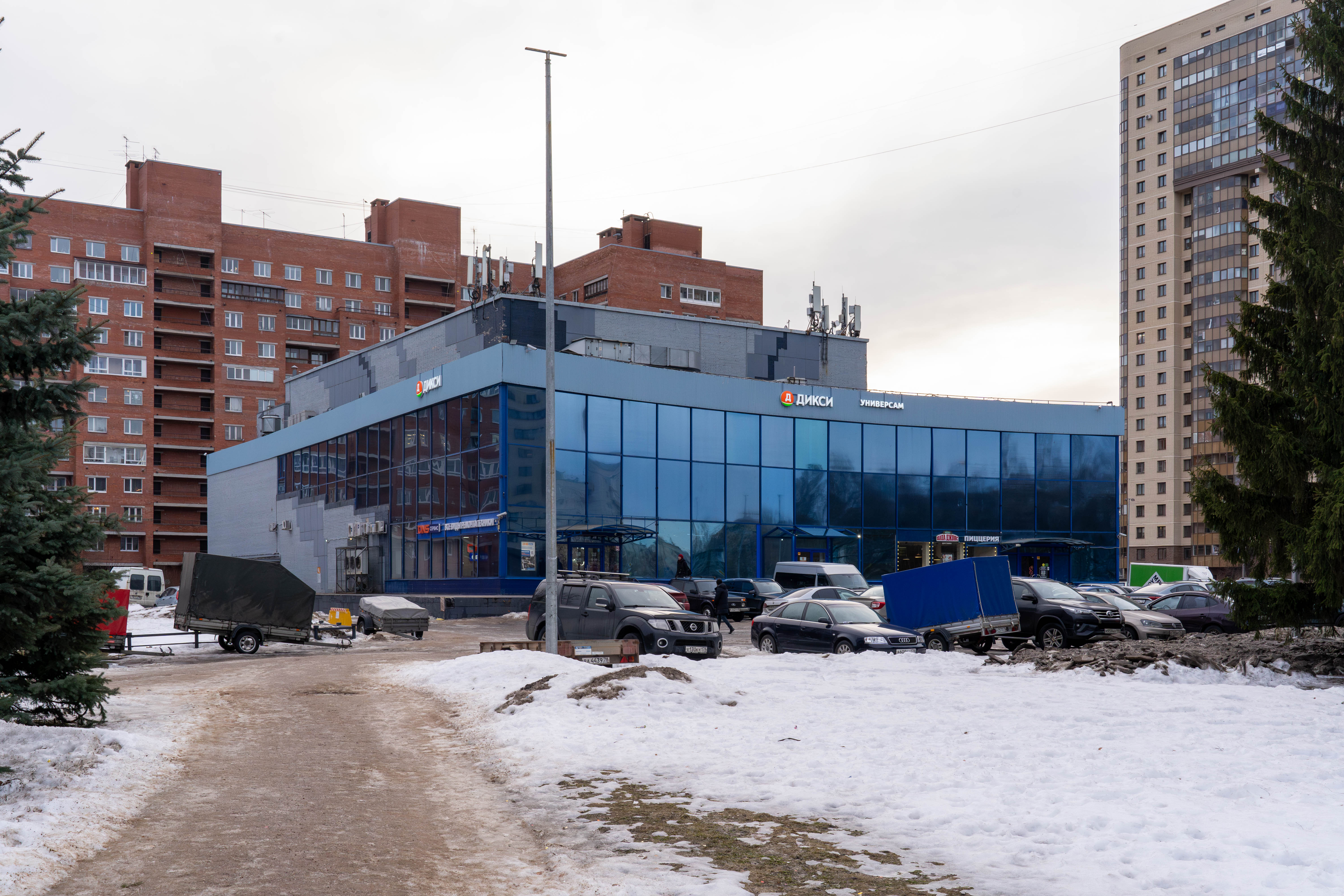
Здание бывшего кинотеатра в 2024 году

В наши дни здание занимают пиццерия сети «Папа Джонс», супермаркет «Дикси» и сервисный центр сети компьютерных магазинов «DNS». Вход во все заведения осуществляется с главного фасада.

## Памятники
В 1975 году рядом со зданием в связи с 30-летием победы в Великой Отечественной войне были установлены два памятника. Эта территория относится к ведению МО Гражданка. Работы 2010 года, связанные с эксплуатацией памятников, курировал глава местной администрации МО Гражданка Андрей Фаер.

### Лётчикам Краснознамённой Балтики
Памятник установлен на месте взлётно-посадочной полосы блокадного аэродрома «Гражданка». Он представляет собой геометрическую фигуру, которая выполнена так, что на всех её сторонах просматриваются звёзды. Она установлена на фигурном бетонном основании со вставками из гранита, олицетворяющем взлётную полосу. Полоса направлена к кинотеатру, звезда находится ближе к проспекту Науки.
Памятник выполнен коллективом авторов — архитектор А. В. Кожевников. Художники: О. Н. Харламов, О. Ф. Лыч.

Текст на гранитной доске памятника:
Здесь в 1941—1945 годах находился аэродром «Гражданка»,

с которого летчики Краснознаменной Балтики защищали ленинградское небо
К 2009 году памятник обветшал, была проведена реставрация, и он был заново открыт 14 декабря 2009 года.

### Стена памяти героев
Стена памяти представляла собой железобетонную стену, на которой были установлены фотографии десяти Героев Советского Союза, проживавших в Калининском районе. Она была демонтирована в 2009 году при проведении работ на теплотрассе; по словам представителей властей, разрабатывается проект новой стены памяти. На ней будет помещена информация о 18 героях войны, проживавших на территории района. Она будет установлена в другом месте района.